# Christian Thomas (gimnastyk)
Christian Richard Thomas (ur. 7 lutego 1896 w Kopenhadze, zm. 4 października 1970 w Gentofte) – duński gimnastyk, medalista olimpijski.
W 1920 r. reprezentował barwy Danii na letnich igrzyskach olimpijskich w Antwerpii, zdobywając złoty medal w ćwiczeniach wolnych drużynowo.